# 聖アポロニアの殉教
『聖アポロニアの殉教』（せいアポロニアのじゅんきょう、西: Martirio de Santa Apolonia、英: The Martyrdom of Saint Apollonia）は、イタリア・バロック期のボローニャ派の巨匠グイド・レーニが画業初期の1600-1603年に銅板上に油彩で制作した絵画である。ヤコブス・デ・ウォラギネの『黄金伝説』に叙述されるアレクサンドリアの聖アポロニアの殉教 (紀元後249年) を主題としている。1722年、イタリア・バロック期の画家カルロ・マラッタの子孫から対作品となる『祈る聖アポロニア』とともにスペイン王フェリペ5世に購入され、スペイン王室のコレクションに入った。現在、マドリードのプラド美術館に所蔵されている。

## 主題

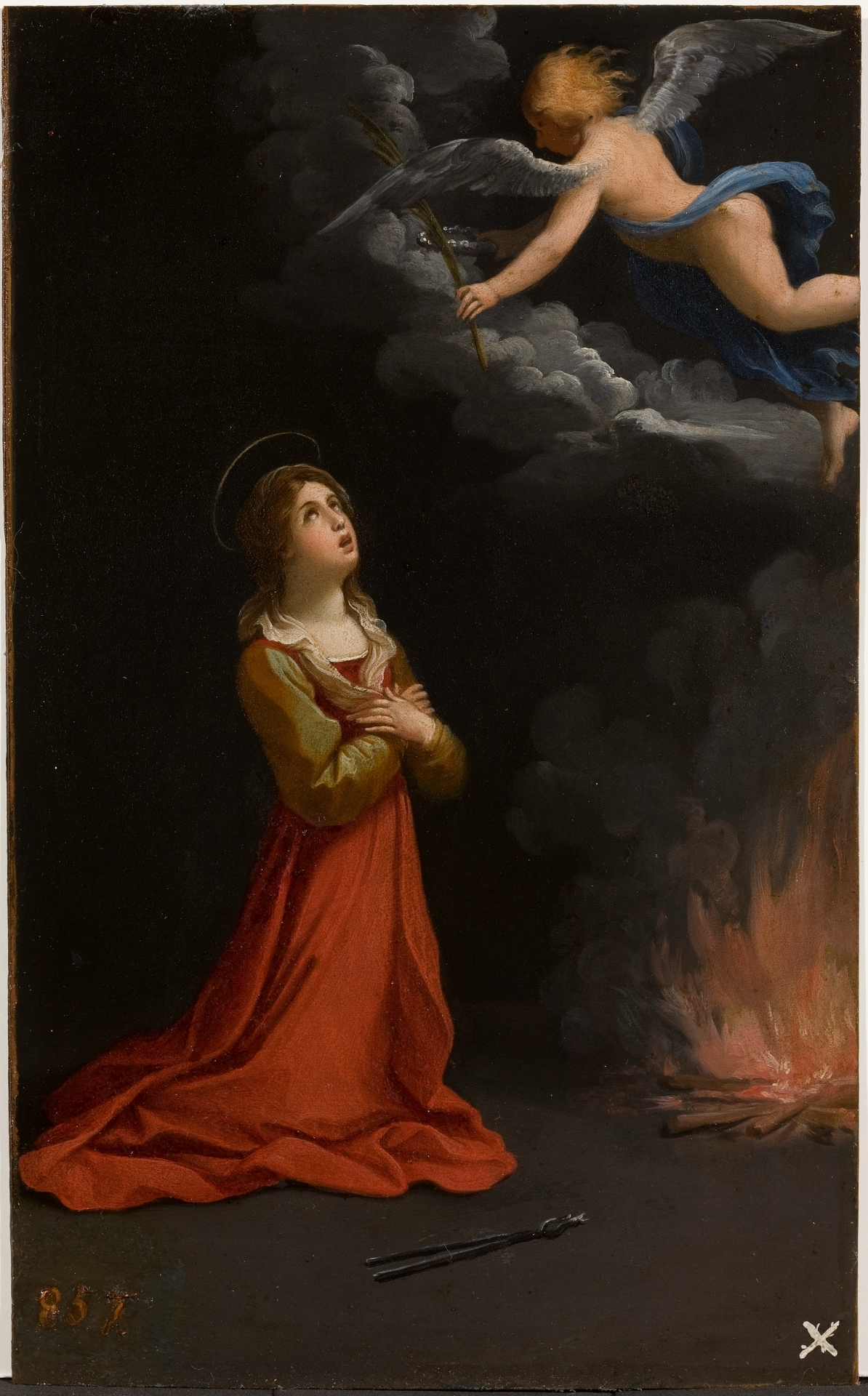
グイド・レーニ『祈る聖アポロニア』 (1600-1603年ごろ)、プラド美術館、マドリード

聖アポロニアは古代ローマ時代の公務員の娘として幅広い知的教育を受け、子供の時にキリスト教に改宗したと考えられている。アレクサンドリアの司教ディオニュシウスによれば、若い時から布教活動をし、教会の助祭にまで任命されている。ローマ皇帝ピリップス・アラブスの治世時代にローマ建国1000年を記念する祝祭が行われた。この時、キリスト教徒に対する民衆の暴動が起こったが、アポロニアはその最中に連行された。彼女は歯を抜かれ、下あごを砕かれた拷問の末に神を冒瀆する言葉を吐くよう強要される。しかし、拒絶し、刑吏の隙をついて自ら火に身を投げ入れた。
ウォラギネの『黄金伝説』によれば、アポロニアの歯は抜かれたというより、活発に布教しないよう黙らせるために人々が彼女を殴打した結果として抜け落ちた。しかし、レーニは文献に従うのではなく、美術における図像的伝統に従い、2人の処刑人に歯を抜くためのペンチを持たせている。ペンチは、14世紀以前の絵画においてもずっとアポロニアのアトリビュート (人物を特定する事物) として用いられてきたものである。そのために、アポロニアは、歯痛の際に加護を願う聖人として親しまれてきた。また、歯科医の守護聖人でもある。殉教した時、アポロニアは実際には老女であったが、彼女の伝記には迫害の犠牲となった別の少女の伝記が重ねられて、絵画において彼女は少女の姿で表される。レーニもそれに倣い、アポロニアを若い処女として描いている。

## 作品

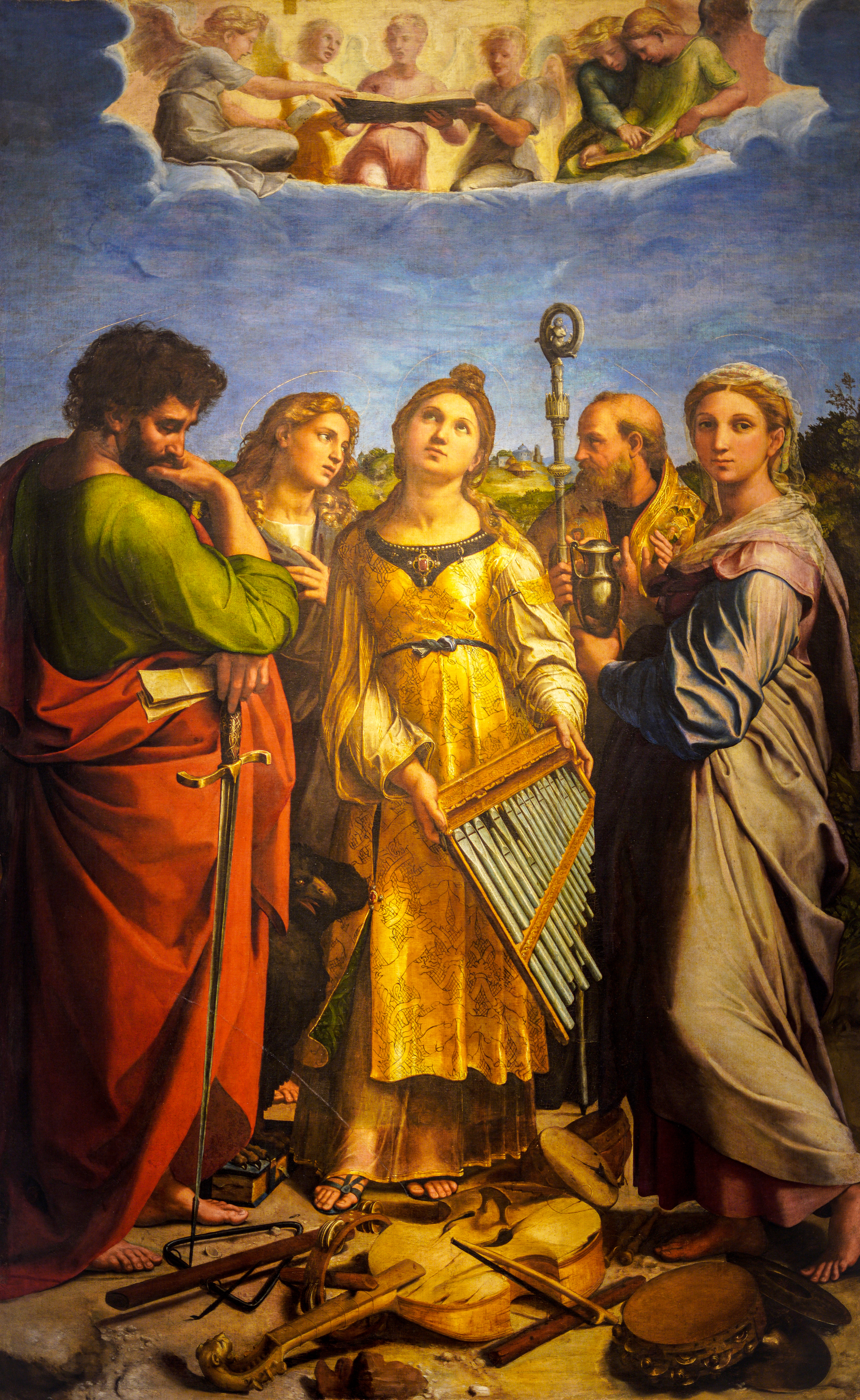
ラファエロ『聖チェチリアの法悦』 (1516-1517年)、ボローニャ国立絵画館

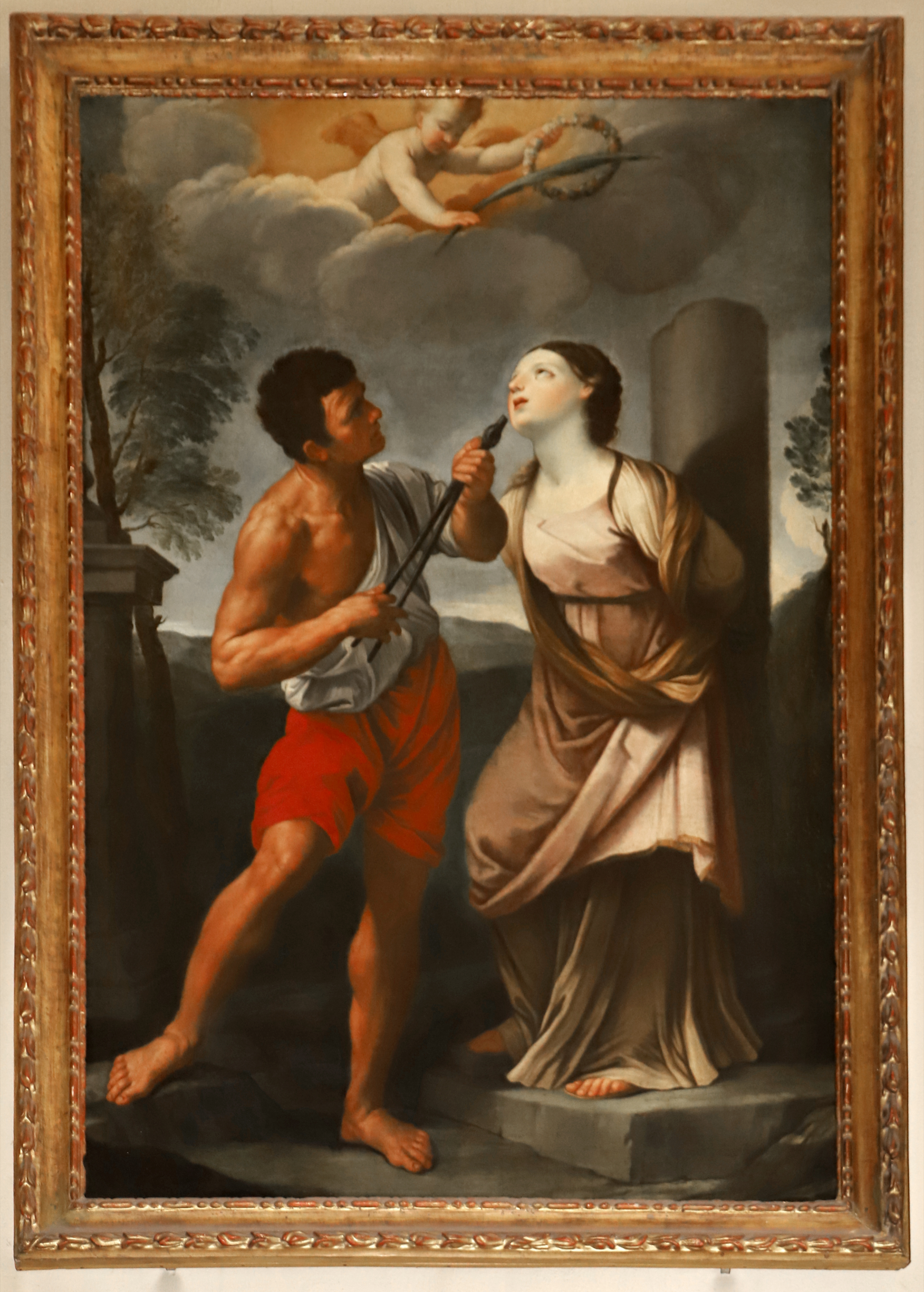
グイド・レーニ周辺の画家『聖アポロニアの殉教』

本作は左右対称の構図、女性像において、ルネサンス期の巨匠ラファエロに対するレーニの賞賛がうかがわれる。アポロニア像は、ラファエロが制作した『聖チェチリアの法悦』 (ボローニャ国立絵画館) の聖チェチリア像にもとづいている可能性が高い。実際、両聖女像は同じ表情をしており、衣服も非常に類似している。加えて、聖チェチリアが2人の聖人の間にいるように、聖アポロニアも2人の処刑人の間にいる。ボローニャの画家であったレーニは若い時から、当時、サン・ジョヴァンニ・イン・モンテ教会にあったこのラファエロの絵画に親しんでいたのであろう。また、伝記作者カルロ・チェーザレ・マルヴァジーアの著作『フェルシーナ・ピットリーチェ』 (1678年) によれば、レーニはラファエロの『聖チェチリアの法悦』の複製を制作した。その複製は、現在ローマのサン・ルイジ・デイ・フランチェージ教会にあるものか、アイルランド国立美術館 (ダブリン) にあるものと見られている。
なお、グイド・レーニは、本作以外にも『聖アポロニアの殉教』を1点以上制作している。ドレスデンのアルテ・マイスター絵画館に現存する作品は、アポロニアの配置においても、遺跡のある非常に凝った風景を表している背景の描写においても、また色彩がかなり明るい点においてもプラド美術館の本作とはだいぶ異なっている。本作は技術的な初々しさを示し、カラヴァッジョの影響によるキアロスクーロに重きを置いているため、おそらく1600ごろの制作であると考えられる。